# Stazione di Albaredo
La stazione di Albaredo è una fermata ferroviaria posta sulla linea Vicenza-Treviso. Serve il centro abitato di Albaredo, frazione del comune di Vedelago.

## Movimento
La stazione è servita da treni regionali svolti da Trenitalia nell'ambito del contratto di servizio stipulato con le regioni interessate.